# Fußball-Verbandsliga Mecklenburg-Vorpommern 2024/25
Die Saison 2024/25 war die 34. Spielzeit der Verbandsliga Mecklenburg-Vorpommern und die siebzehnte als sechsthöchste Spielklasse im Fußball der Männer in Deutschland sein. Sie war die höchste Spielklasse in Mecklenburg-Vorpommern.

## Teilnehmende Mannschaften
Diese Mannschaften nahmen an der Verbandsliga Mecklenburg-Vorpommern 2024/25 teil:
- FSV Bentwisch
- Greifswalder FC II
- Güstrower SC 09
- FSV Kühlungsborn
- Malchower SV
- 1. FC Neubrandenburg 04
- MSV Pampow
- SV Pastow
- Penzliner SV (N)  ▲
- FC Förderkader René Schneider Rostock
- SV Hafen Rostock (N)  ▲
- SV Warnemünde
- FC Schönberg 95
- FC Mecklenburg Schwerin
- SV Siedenbollentin
- SpVgg Torgelow-Ueckermünde

(N) – Aufsteiger aus der Landesliga 2023/24
Keine Mannschaft kam aus dem Landkreis Vorpommern-Rügen.

## Saisonverlauf
Die Saison wurde am 23. August 2024 mit der Begegnung SV Pastow gegen SV Hafen Rostock (3:0) eröffnet. Über die ganze Hinrunde gab es ein Kopf-an-Kopf-Rennen zwischen dem FC Mecklenburg Schwerin und der SpVgg Torgelow-Ueckermünde um die Tabellenspitze, dahinter in Schlagdistanz der Malchower SV und der SV Siedenbollentin. Herbstmeister wurden mit nur einer Hinrundenniederlage die Schweriner. Am Tabellenende zeichnete sich bis zur Winterpause ein Schneckenrennen ab, sodass der FC Förderkader René Schneider, der SV Warnemünde und der Greifswalder FC II mit nur 8 Punkten überwintern mussten, die Greifswalder mit der Roten Laterne.
Vom 9. Dezember 2024 bis 21. Februar 2025 fand die Winterpause statt. Im März 2025 erklärten die tabellenführende SpVgg Torgelow-Ueckermünde und der seinerzeit Zweitplatzierte Malchower SV, dass sie auf das Aufstiegsrecht verzichten wollen. Stattdessen beantragten der SV Siedenbollentin und der FC Mecklenburg Schwerin die Oberliga-Lizenz und boten sich bis zum Saisonende ein Kopf-an-Kopf-Rennen um den 2. Platz hinter Torgelow-Ueckermünde. Am letzten Spieltag, der am 14. Juni 2025 stattfand, sicherte sich der SV Siedenbollentin schließlich noch die Meisterschaft und stieg in die Oberliga auf. Da alle berechtigten Mannschaften aus den Landesliga-Staffeln West und Ost auf den Aufstieg verzichteten, musste keine Mannschaft aus der Verbandsliga absteigen.

## Statistik

### Tabelle
| Pl.               | Verein                         | Sp. | S  | U  | N  | Tore    | Diff. | Punkte |
| ----------------- | ------------------------------ | --- | -- | -- | -- | ------- | ----- | ------ |
| 1.                | SV Siedenbollentin L           | 30  | 21 | 5  | 4  | 079:340 | +45   | 68     |
| 2.                | SpVgg Torgelow-Ueckermünde 1 2 | 30  | 23 | 1  | 6  | 089:360 | +53   | 67     |
| 3.                | SV Pastow                      | 30  | 21 | 2  | 7  | 082:390 | +43   | 65     |
| 4.                | FC Mecklenburg Schwerin L 1    | 30  | 20 | 6  | 4  | 077:270 | +50   | 63     |
| 5.                | Malchower SV                   | 30  | 18 | 5  | 7  | 078:390 | +39   | 59     |
| 6.                | 1. FC Neubrandenburg 04        | 30  | 15 | 8  | 7  | 067:480 | +19   | 53     |
| 7.                | Penzliner SV (N)               | 30  | 13 | 4  | 13 | 059:650 | −6    | 43     |
| 8.                | FC Schönberg 95                | 30  | 9  | 10 | 11 | 057:630 | −6    | 37     |
| 9.                | SV Hafen Rostock (N)           | 30  | 9  | 6  | 15 | 051:670 | −16   | 33     |
| 10.               | Güstrower SC 09                | 30  | 9  | 3  | 18 | 055:650 | −10   | 30     |
| 11.               | MSV Pampow                     | 30  | 8  | 6  | 16 | 039:700 | −31   | 30     |
| 12.               | FSV Bentwisch                  | 30  | 9  | 2  | 19 | 049:770 | −28   | 29     |
| 13.               | FSV Kühlungsborn               | 30  | 7  | 7  | 16 | 049:730 | −24   | 28     |
| 14.               | FC Förderkader René Schneider  | 30  | 6  | 8  | 16 | 044:610 | −17   | 26     |
| 15.               | Greifswalder FC II             | 30  | 6  | 5  | 19 | 035:810 | −46   | 23     |
| 16.               | SV Warnemünde                  | 30  | 4  | 6  | 20 | 040:105 | −65   | 18     |
| Stand: Saisonende |                                |     |    |    |    |         |       |        |

Platzierungskriterien: 1. Punkte – 2. Tordifferenz – 3. geschossene Tore

| (N) | Aufsteiger aus der Landesliga 2023/24 |

### Torschützenliste
|    | Spieler            | Verein                     | Tore |
| -- | ------------------ | -------------------------- | ---- |
| 1. | Fatlind Memaj      | SpVgg Torgelow-Ueckermünde | 29   |
| 2. | Lukas Möller       | SV Siedenbollentin         | 23   |
| 3. | Dennis Kühl        | 1. FC Neubrandenburg       | 20   |
| 3. | Tony-Glen Siegmund | SV Pastow                  | 20   |